# 双流西站 (地铁)
双流西站位于中国四川省成都市双流区大件路，是成都地铁3号线的起讫站，也是10号线的中间站。3号线于2018年12月26日开通，10号线于2019年12月27日开通。

## 车站结构
双流西站是一个地面站厅地下一层站台车站。3号线、10号线共用位于地面的站厅层，各自的岛式站台于地下一层平行布置。3号线、10号线在此实现站厅换乘。预留17号线岛式站台。车站往北接入3号线板桥停车场、10号线板桥车辆段。
| 地面                             | 站厅 | 出口A – E 自助购票 客服中心 无障碍卫生间 哺乳室 |
| 地下一层                         | 站台 | \| \| \| 3号线往成都医学院（三里坝） \| \| 島式 · 開左邊车门 · 无障碍卫生间 \| \| \| \| \| \| 3号线下客站台 \| \| \| \| 17号线预留站台 \| \| 未啟用 · 島式 \| \| \| \| \| \| 17号线预留站台 \| \| \| \| 10号线往新平（应天寺） \| \| 島式 · 開左邊车门 · 无障碍卫生间 \| \| \| \| \| \| 10号线往太平园（双流机场2航站楼） \| |
|                                  |      | 3号线往成都医学院（三里坝） |
| 島式 · 開左邊车门 · 无障碍卫生间 |      | |
|                                  |      | 3号线下客站台 |
|                                  |      | 17号线预留站台 |
| 未啟用 · 島式                    |      | |
|                                  |      | 17号线预留站台 |
|                                  |      | 10号线往新平（应天寺） |
| 島式 · 開左邊车门 · 无障碍卫生间 |      | |
|                                  |      | 10号线往太平园（双流机场2航站楼） |

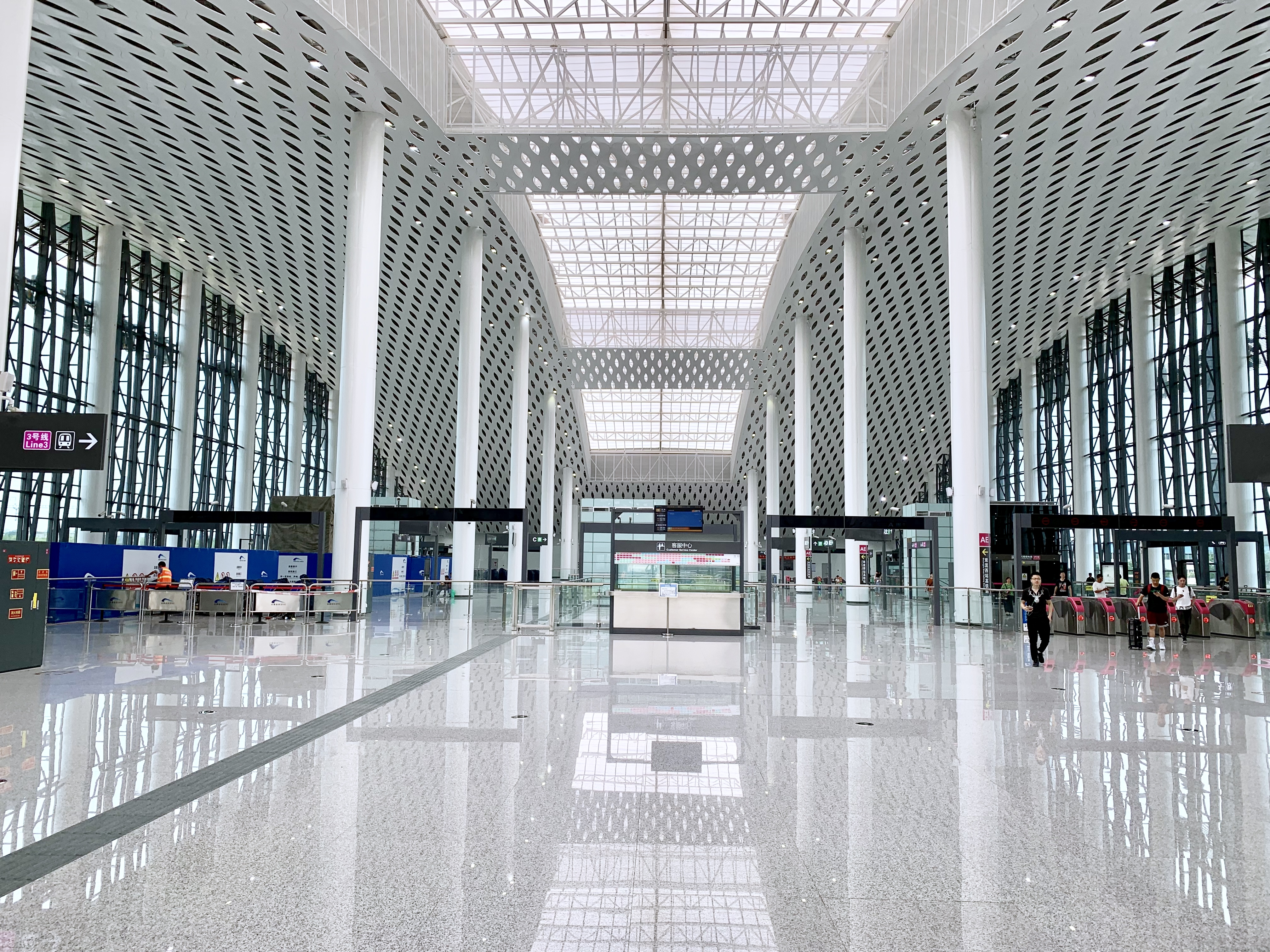
站厅层
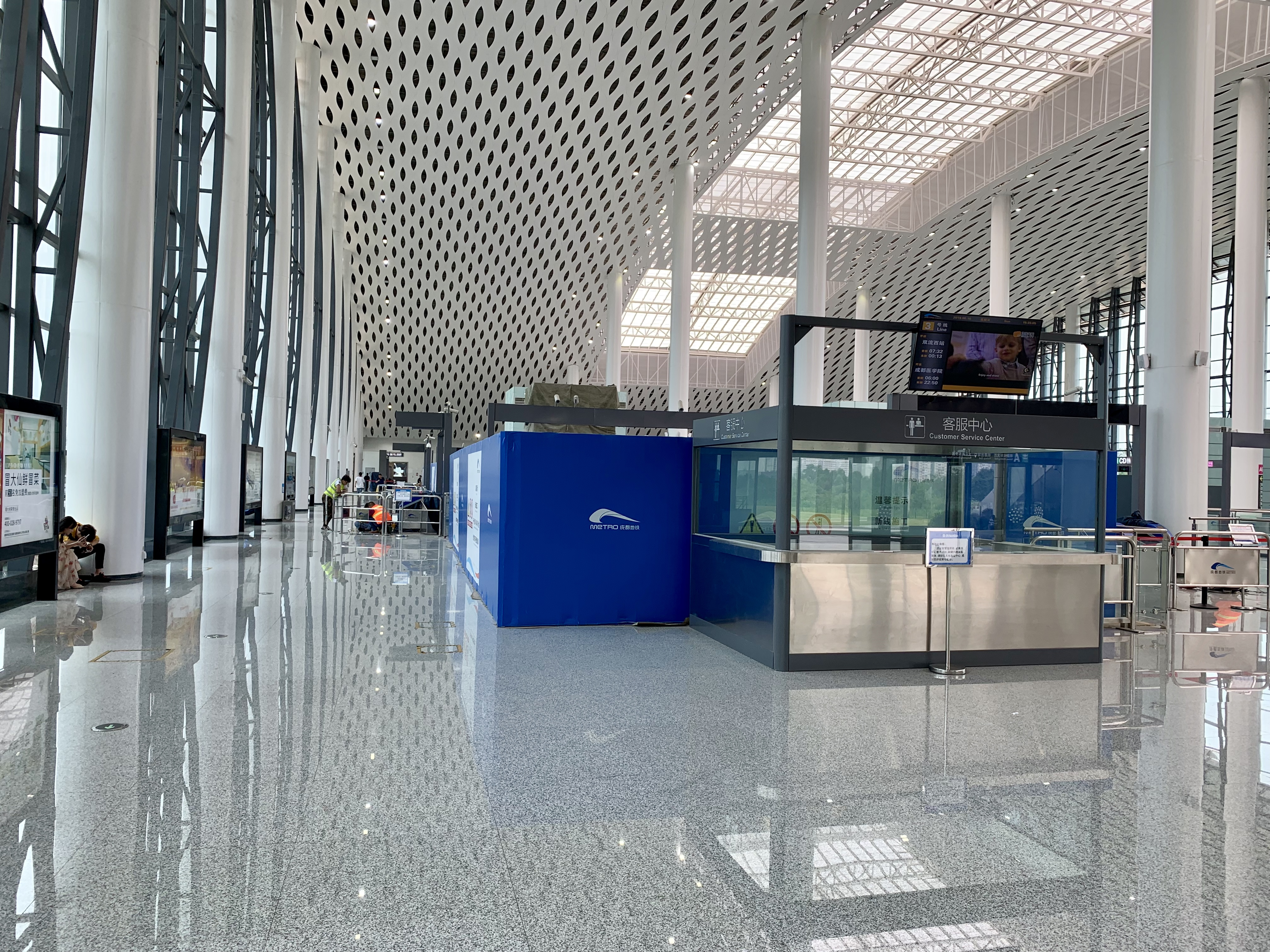
建设中的站厅10号线付费区
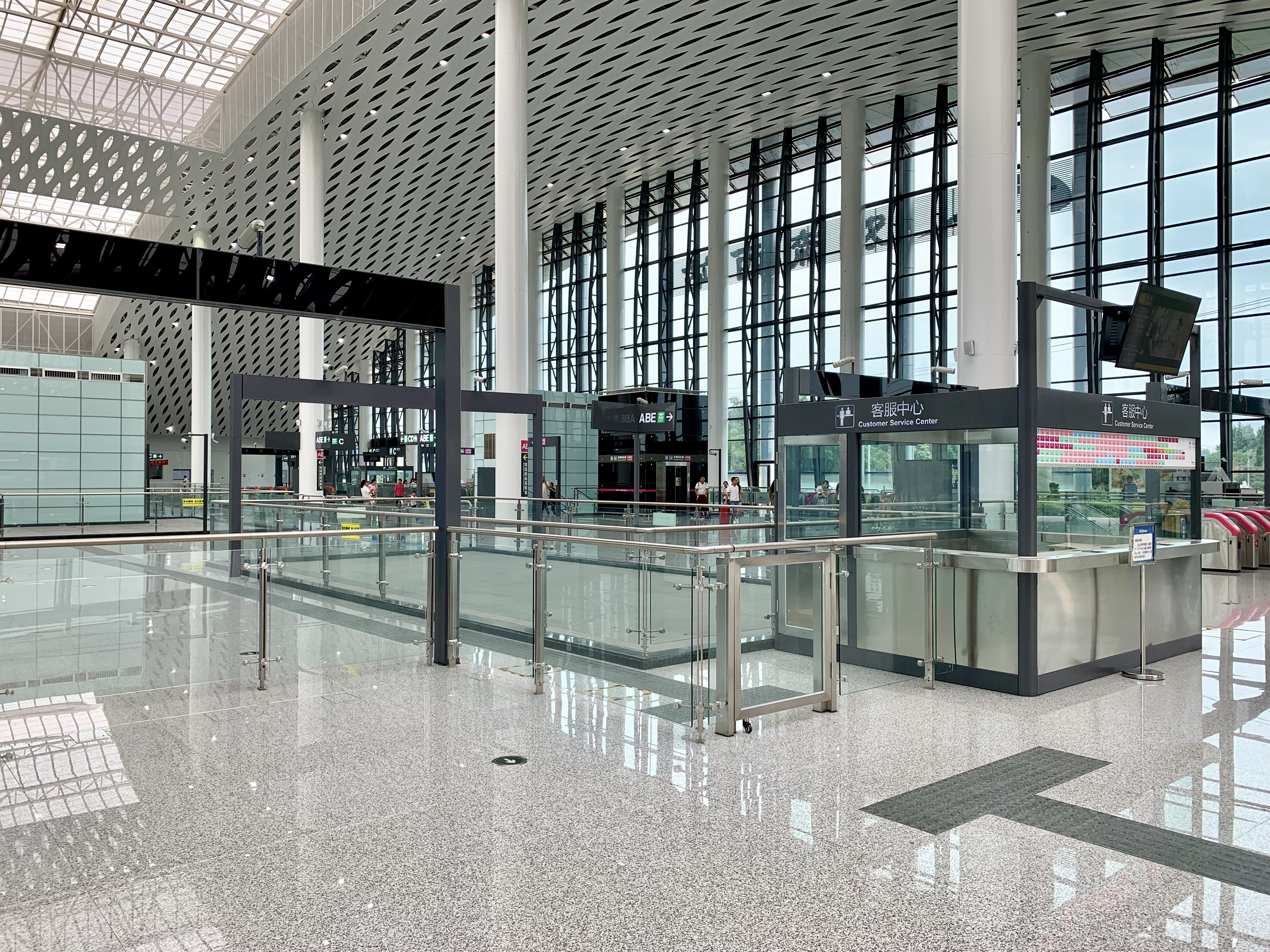
站厅3号线付费区
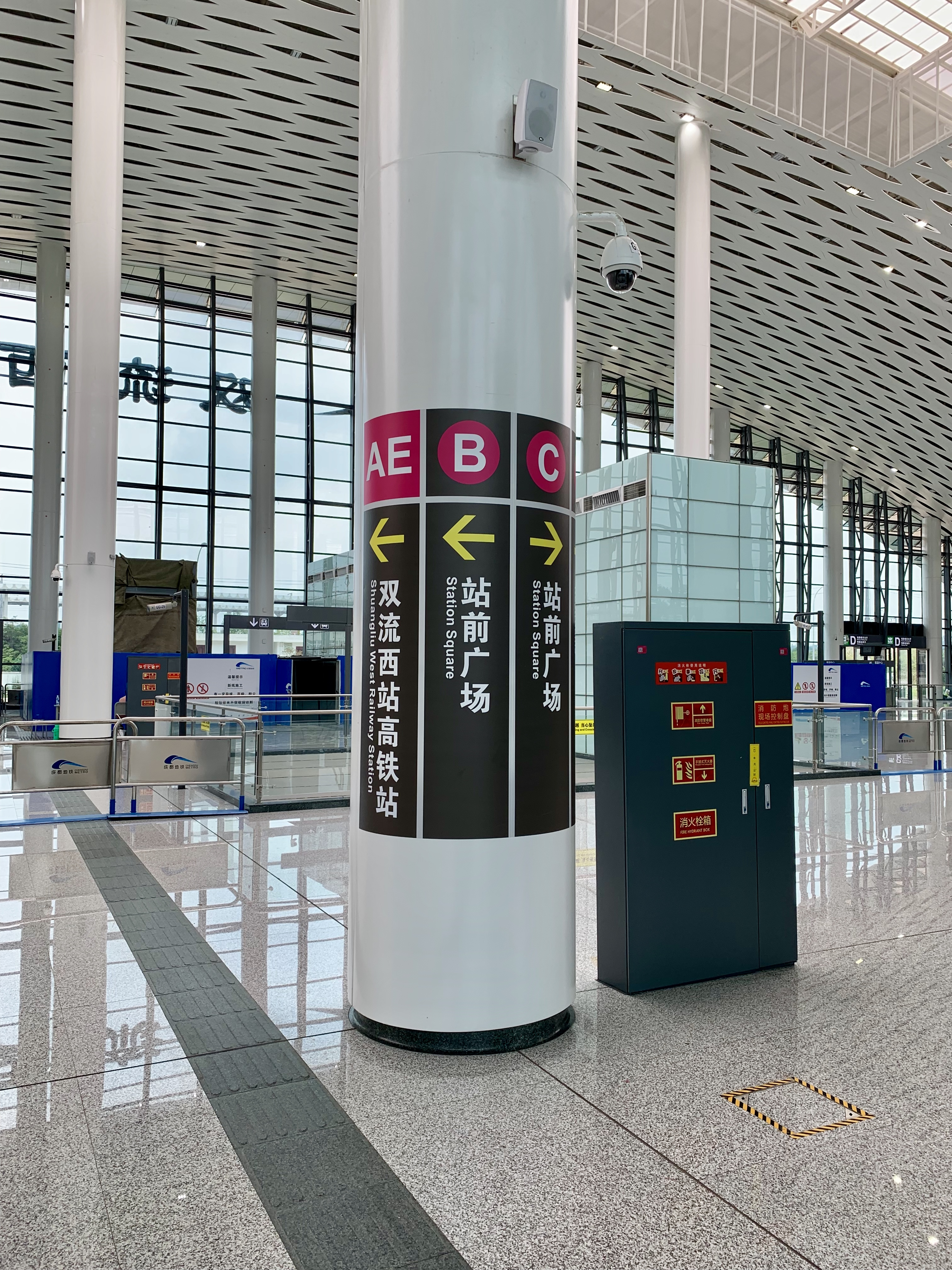
立柱上增设的出入口指引
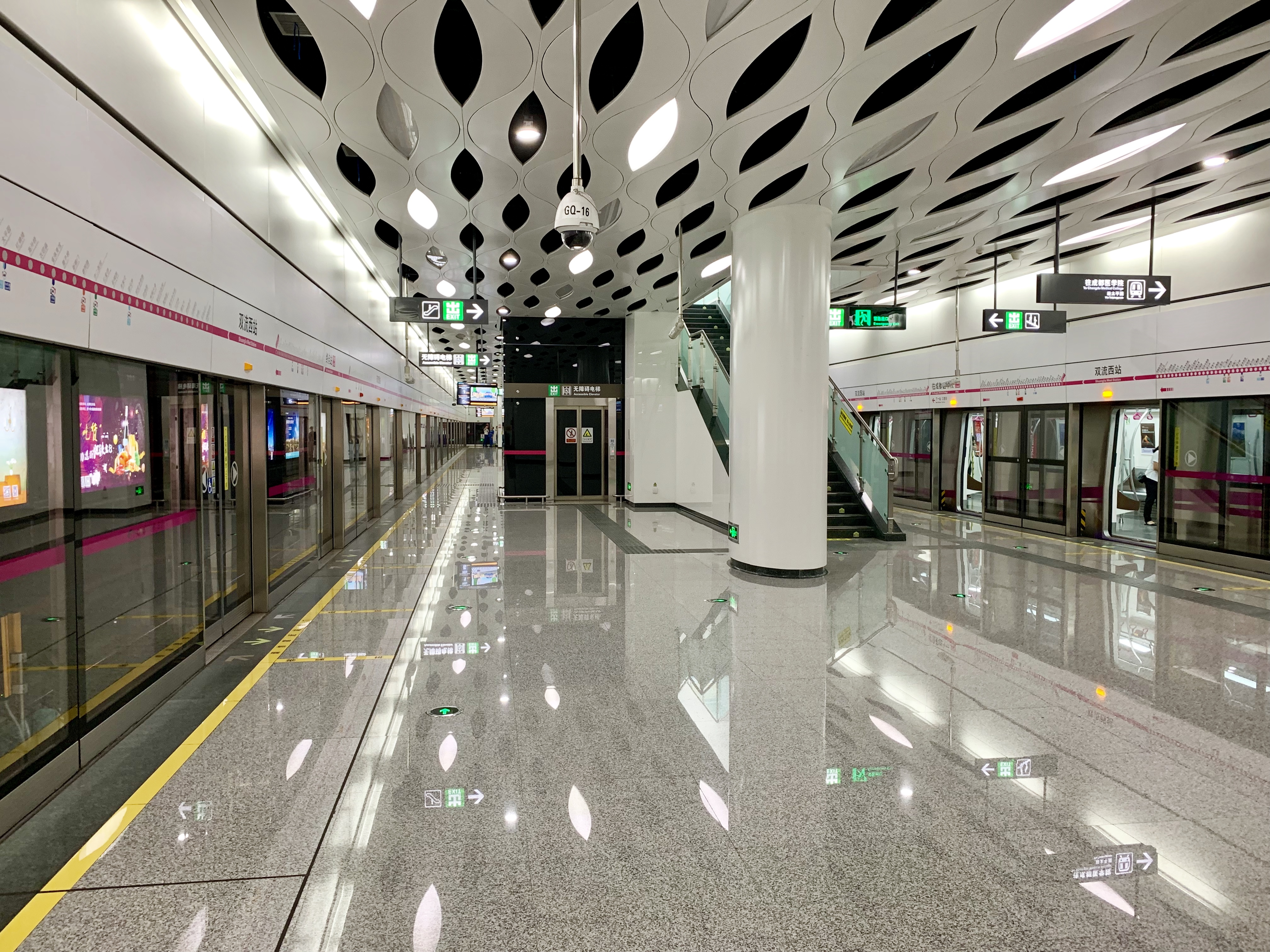
3号线站台层

## 内装与公共艺术
本站是3号线二三期4座重点艺术站之一。
本站地面站厅采用大挑高的拱形结构，通过在屋面开取玻璃天窗实现自然采光。站内主色调通体采用白色，在天花板通过茶叶型开孔，照应了3号线双流段茶马古道的主题，反映了成都作为茶马古道起点所具有的悠久茶文化与农耕文化。

### 雕塑群《古道遗音》
成都在历史上是重要的产茶区，也是由汉入藏的茶马古道的起点和核心区域。本站站厅层布置有数尊铜质雕塑，表现了在茶马古道上的马帮、背夫形态各异的劳作场景。该雕塑群体现了成都繁荣的茶、马、盐贸易和蕴含在茶马古道之中的成都人民坚韧乐观的精神。

## 出入口
本站目前开放5个出入口。
|          |                                      |      |
|          |                                      |      |
| 编号     | 指示                                 | 照片 |
|          | 站前广场、铁路双流西站、大件路东升段 |      |
| 出口 · B |                                      |      |
| 出口 · C |                                      |      |
| 出口 · D |                                      |      |
| 出口 · E |                                      |      |

## 接驳交通

### 公交
- 城铁双流西站公交站：811路、S08路
- 南寿街口公交站：811路、812路、S08路、S12路

### 火车站
- 成贵客运专线双流西站

## 历史
- 2018年12月26日，3号线车站开通；
- 2019年12月27日，10号线车站开通；
- 2023年7月，本站英文名由Shuangliu West Station改为Shuangliu West Railway Station。

## 未来发展
未来17号线将从九江北站延伸至此。